# Edwin Rozłubirski

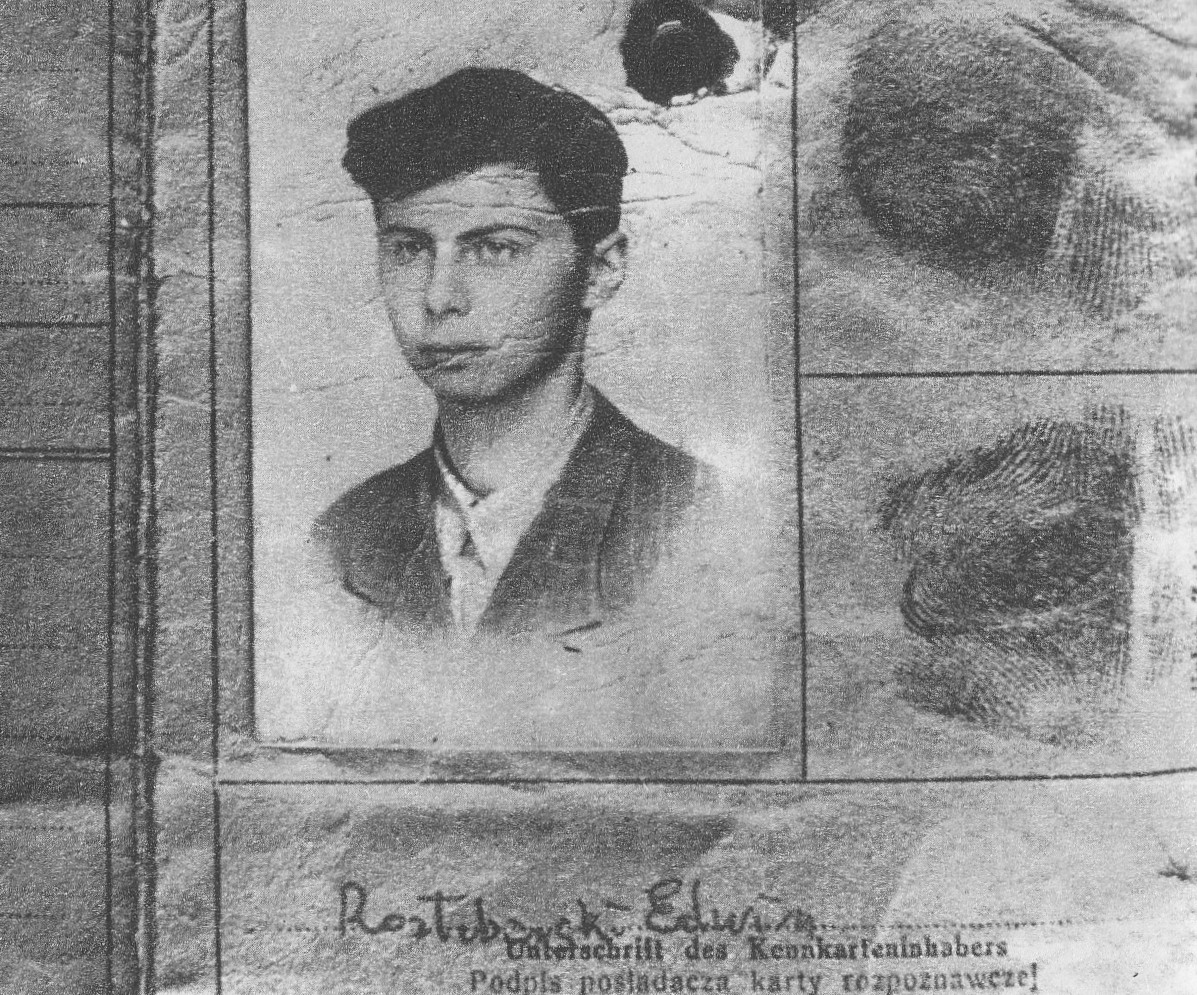
Fragment kenkarty Edwina Rozłubirskiego z okresu okupacji niemieckiej

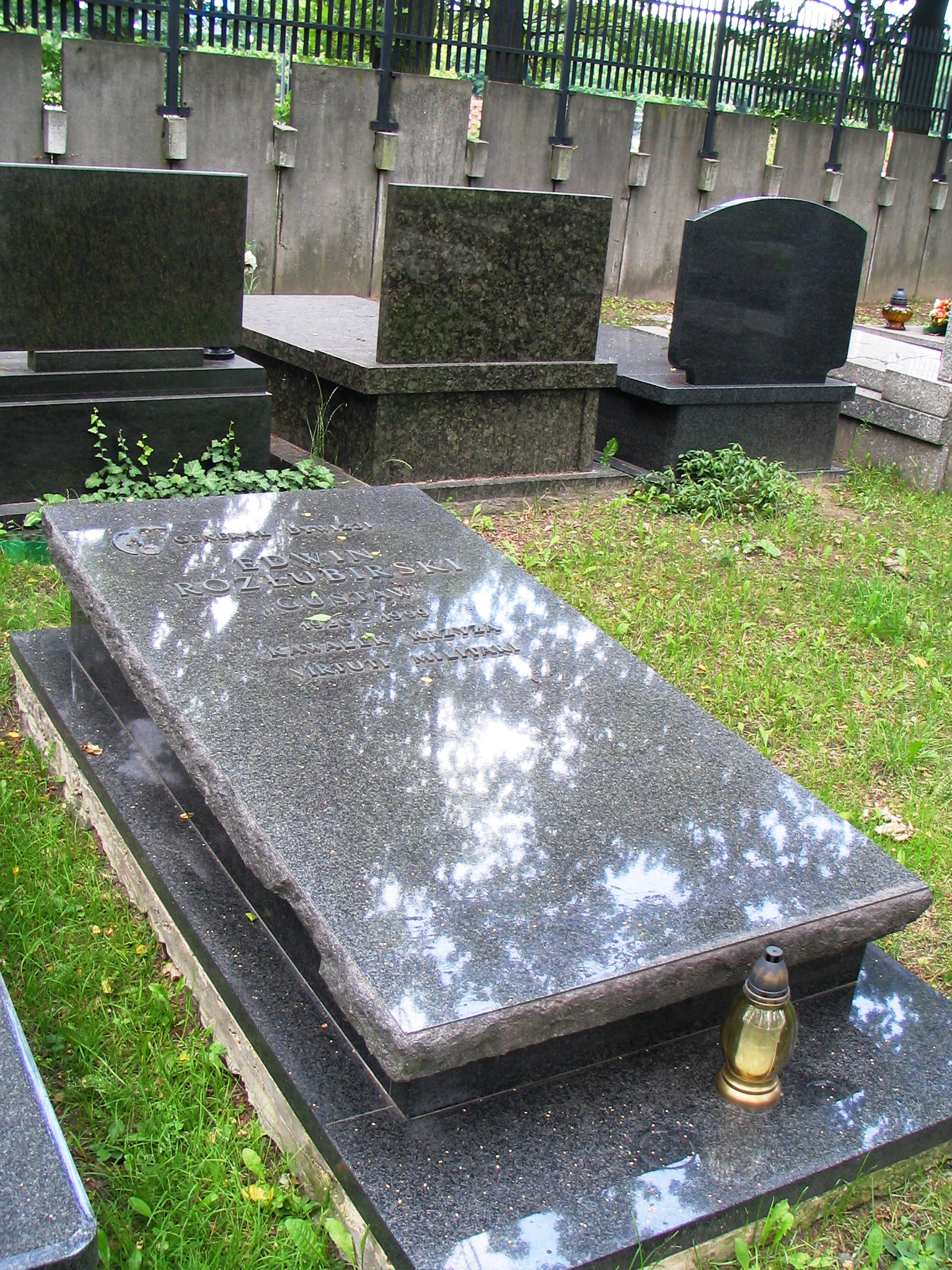
Grób Edwina Rozłubirskiego na cmentarzu Wojskowym na Powązkach w Warszawie

Edwin Gustaw Rozłubirski, ps. „Gustaw” (ur. 4 maja 1926 w Białymstoku lub w Warszawie, zm. 12 maja 1999 w Warszawie) – generał dywizji Sił Zbrojnych RP, podczas II wojny światowej żołnierz Gwardii Ludowej i Armii Ludowej, uczestnik powstania warszawskiego, pisarz oraz działacz społeczny. Członek Rady Naczelnej Związku Bojowników o Wolność i Demokrację oraz w latach 1988–1990 członek Rady Ochrony Pamięci Walk i Męczeństwa. W latach 1989–1999 prezes Związku Polskich Spadochroniarzy, członek komunistycznych partii PPR i PZPR.

## Życiorys
Urodził się w Białymstoku (według innych źródeł w Warszawie) jako syn Józefa i Marii z domu Szmidt w rodzinie żydowskiego pochodzenia. Wkrótce po urodzeniu wraz z rodzicami przeniósł się do Warszawy, gdzie w latach 1934–1941 ukończył szkołę powszechną i średnią szkołę zawodową. W 1939 wstąpił do Korpusu Kadetów Nr 1 im. Marszałka Józefa Piłsudskiego we Lwowie.

### Kariera wojskowa

#### II wojna światowa
We wrześniu 1939 wraz z kadetami wziął udział w obronie Lwowa. Po zajęciu miasta przez Armię Czerwoną ukrywał się przed wywózką, a później pracował w stajni. Po ataku Niemiec na ZSRR przymusowo został wcielony do Baudienstu, z którego zbiegł i powrócił do stolicy. Tam, w wieku 16 lat, nawiązał kontakt z podziemiem komunistycznym i wstąpił do Gwardii Ludowej. Od czerwca 1942 służył w oddziale na Kielecczyźnie, początkowo jako szeregowiec w pierwszym, obok oddziału Franciszka Zubrzyckiego, oddziale partyzanckim GL dowodzonym przez Augusta Langego. Potem awansowany na podoficera został dowódcą drużyny zwiadu. Uczestniczył w potyczkach z Niemcami.
Następnie otrzymał rozkaz stawienia się w Warszawie, gdzie został wyznaczony na stanowisko zastępcy dowódcy oddziałów zbrojnych Związku Walki Młodych dzielnicy Żoliborz w stopniu podporucznika. Uczestniczył w zamachu na lokal przy zbiegu ulic Kruczej i Nowogrodzkiej, w akcji na wartownię fabryki „Philipsa” przy ul. Karolkowej, wysadzeniu w powietrze nastawni kolejowej w rejonie Dworca Wschodniego. Jako zastępca dowódcy batalionu AL im. Czwartaków ds. liniowych walczył wspólnie z oddziałami Armii Krajowej w powstaniu warszawskim. Z oddziałami batalionu „Dzik” bronił barykad na rogu ul. Świętojerskiej i Freta, zbombardowanego kościoła św. Jacka i domów przy ul. Mostowej. Po upadku Starego Miasta przedarł się z oddziałem kanałami do Śródmieścia, gdzie walczył do upadku powstania. Za udział w walkach w Powstaniu Warszawskim otrzymał od Bora-Komorowskiego order Virtuti Militari. Potem opuścił miasto wraz z ludnością cywilną i jako porucznik dowodził grupą dywersyjną AL złożoną głównie z byłych „czwartaków”.
Na początku 1945 wstąpił do regularnych jednostek Wojska Polskiego, w którego szeregach brał udział w walkach na froncie jako dowódca batalionu w 26. pułku piechoty wchodzącym w skład 9 Dywizji Piechoty. Wojnę zakończył w stopniu kapitana.

#### Okres powojenny
Od czerwca 1945 do października 1946 odbył kurs dowódców batalionów w Centrum Wyszkolenia Piechoty. Został wyznaczony na dowódcę batalionu, a następnie (od 1947) na szefa sztabu 26 pułku piechoty w Sanoku. Później objął obowiązki zastępcy do spraw liniowych 28 pułku piechoty w Przemyślu. Jako oficer Grupy Operacyjnej „Wisła” brał udział w walkach z oddziałami Ukraińskiej Powstańczej Armii w Bieszczadach. W 1950 został zawieszony w czynnościach służbowych pod zarzutem udziału w spisku przeciwko władzom wojskowym i poddany przesłuchaniom przez Informację Wojskową. Powodem podejrzeń było także nadanie przez dowódcę AK Orderu Virtuti Militari podczas powstania warszawskiego. W 1951 przeniesiony został do rezerwy w stopniu majora z niekorzystną opinią. Podjął pracę jako kierowca ciężarówki.
Powrócił do zawodowej służby wojskowej po przemianach politycznych w październiku 1956. Nowy minister obrony narodowej, gen. Marian Spychalski, mianował go szefem swojego gabinetu. W latach 1957–1958 ukończył Wyższy Akademicki Kurs Ogólnowojskowy. Awansowany na pułkownika został wyznaczony na stanowisko dowódcy 1 Praskiego pułku zmechanizowanego, którym dowodził do 1961. W latach 1961–1963 był słuchaczem Wojskowej Akademii Sztabu Generalnego Sił Zbrojnych ZSRR w Moskwie. Był jednym z organizatorów polskich wojsk powietrznodesantowych. W latach 1963–1968 był dowódcą 6 Pomorskiej Dywizji Powietrznodesantowej. W 1965 awansowany został na stopień generała brygady. Nominację wręczył mu w Belwederze przewodniczący Rady Państwa Edward Ochab.
Wniósł duży wkład w popularyzację tradycji polskiego spadochroniarstwa. Był instruktorem spadochronowym wojsk powietrznodesantowych klasy mistrzowskiej, wykonał 738 skoków spadochronowych. W październiku 1966 podczas manewrów wojsk Układu Warszawskiego pod kryptonimem „Burza Październikowa” desantowała się cała dowodzona przez niego dywizja, co weszło na stałe do najbardziej znanych czynów polskich wojsk powietrznodesantowych. Wspierał i osobiście uczestniczył z kompanią honorową 6 PDPD w odsłonięciu pomnika Polskich Spadochroniarzy i Cichociemnych w Warszawie 19 września 1965. Przyczynił się również do oprawy pogrzebu gen. Stanisława Sosabowskiego na cmentarzu Powązkowskim w Warszawie. Odwołany został z zajmowanego stanowiska w wyniku zatargu z Czesławem Domagałą, I sekretarzem Komitetu Wojewódzkiego PZPR w Krakowie, oraz za odmowę użycia wojska przeciwko demonstrującym studentom w marcu 1968.
W kwietniu 1968 został zastępcą szefa Inspektoratu Szkolenia MON ds. Wojsk Desantowych. Po dojściu do władzy ekipy Edwarda Gierka, w grudniu 1970 został odwołany ze stanowiska. W kwietniu 1971 zwolniony do rezerwy. Na emeryturze poświęcił się pisarstwu. Pracował jako konserwator centralnego ogrzewania, a następnie jako kierowca wozu dostawczego na koloniach dziecięcych. W okresie stanu wojennego ponownie został powołany do służby czynnej. Pełnił obowiązki komisarza wojskowego – pełnomocnika Komitetu Obrony Kraju w Głównym Komitecie Sportu i Turystyki. Następnie na wniosek gen. Czesława Kiszczaka został oddelegowany z MON do dyspozycji MSW, gdzie opracował m.in. koncepcję centralnego ośrodka szkolenia antyterrorystycznego, późniejszego „Gromu”. Przygotował także akcję odbicia z rąk terrorystów ambasady RP w Bernie. We wrześniu 1988 awansowany do stopnia generała dywizji. Nominację wręczył mu w Belwederze 11 października 1988 przewodniczący Rady Państwa, Zwierzchnik Sił Zbrojnych PRL gen. armii Wojciech Jaruzelski. Jesienią 1990 odszedł z MSW. W kwietniu 1991 zakończył zawodową służbę wojskową i przeszedł w stan spoczynku.

### Działalność społeczna i polityczna
Podczas okupacji niemieckiej wstąpił do Polskiej Partii Robotniczej. Od 1948 do 1990 był członkiem Polskiej Zjednoczonej Partii Robotniczej. W latach 1964–1974 oraz 1985–1990 był członkiem Rady Naczelnej Związku Bojowników o Wolność i Demokrację, natomiast w latach 1988–1990 zasiadał w Radzie Ochrony Pamięci Walk i Męczeństwa. W lutym 1989 wszedł w skład działającej przy tej Radzie Komisji do spraw Upamiętnienia Ofiar Represji Okresu Stalinowskiego. Był również wiceprzewodniczącym Komitetu Budowy Pomnika Bohaterów Powstania Warszawskiego, uroczyście odsłoniętego w Warszawie 1 sierpnia 1989. W 1971 został wybrany prezesem Zarządu Głównego Związku Kynologicznego w Polsce – funkcję tę pełnił aż do 1990. W sierpniu 1984 wszedł w skład Obywatelskiego Komitetu Obchodów 40. Rocznicy Powstania Warszawskiego. 11 listopada 1988 wszedł w skład Honorowego Komitetu Obchodów 70. rocznicy Odzyskania Niepodległości przez Polskę, którego przewodnictwo objął I sekretarz KC PZPR gen. armii Wojciech Jaruzelski. W latach 1989–1999 był prezesem Związku Polskich Spadochroniarzy. Po 1990 działał w prezydium Zarządu Głównego Związku Kombatantów RP i Byłych Więźniów Politycznych. Skutecznie wspierał starania o nadanie 6. Brygadzie Desantowo-Szturmowej imienia gen. Stanisława Sosabowskiego. Zaangażował się w odsłonięcie tablicy upamiętniającej żołnierzy 1. Samodzielnej Brygady Spadochronowej na cmentarzu Alt Friedhof w Niemczech.
W wyborach parlamentarnych w 1993 był kandydatem do Senatu z ramienia Sojuszu Lewicy Demokratycznej w okręgu warszawskim. Zdobył ostatecznie 198 306 głosów, zajmując 5. miejsce, nie uzyskując mandatu.
Pochowany w kwaterze generalskiej na cmentarzu Wojskowym na Powązkach w Warszawie (kwatera D6-3-40). W pogrzebie udział wziął były prezydent RP, gen. armii Wojciech Jaruzelski oraz przewodniczący SLD Leszek Miller. Mowy pogrzebowe wygłosili m.in. w imieniu Związku Kombatantów RP i Byłych Więźniów Politycznych – wiceprezes tego związku, gen. broni Zygmunt Huszcza, w imieniu Sztabu Generalnego WP – zastępca szefa Sztabu Generalnego gen. dyw. Jarosław Bielecki, w imieniu przyjaciół – gen. bryg. Tadeusz Pietrzak.

### Awanse
W trakcie wieloletniej służby w ludowym Wojsku Polskim otrzymywał awanse na kolejne stopnie wojskowe:
- sierżant Gwardii Ludowej – 1943
- podporucznik Armii Ludowej – 1944
- porucznik – 1944
- kapitan – 1945
- major – 1948
- podpułkownik – 1956
- pułkownik – 1958
- generał brygady – 1965
- generał dywizji – 1988

## Publikacje
- Cień spadochronu. Warszawa: Wydawnictwo Iskry, 1967. Brak numerów stron w książce[21]
- Kto, kiedy, dlaczego w spadochroniarstwie. Warszawa: Wydawnictwo Iskry, 1972. Brak numerów stron w książce
- Fatum. Warszawa: Praska Agencja Wydawnicza, 1991. Brak numerów stron w książce
- Bez pardonu. Warszawa: Projekt, 1997. Brak numerów stron w książce
- Prawdą po oczach. Warszawa: Projekt, 1995. ISBN 978-83-909260-4-9. Brak numerów stron w książce[22]
- Wstydu oszczędź. Warszawa: Projekt, 1995. ISBN 83-902260-7-3. Brak numerów stron w książce[23]

- Ludzie z innego świata. Warszawa: Wydawnictwo Ministerstwa Obrony Narodowej, 1957. Brak numerów stron w książce[24]
- Goście o zmroku. Warszawa: Wydawnictwo Ministerstwa Obrony Narodowej, 1962. Brak numerów stron w książce[25]
- Veledog nr 5621. Warszawa: Wydawnictwo Ministerstwa Obrony Narodowej, 1962. Brak numerów stron w książce[26]

## Życie prywatne
Mieszkał w Warszawie. Od 1944 żonaty z Marią z domu Morawską (1925–1977), z którą miał dwie córki, i powtórnie z Krystyną Lutomską z domu Wrzosek.

## Ordery i odznaczenia[28]
- Krzyż Srebrny Orderu Virtuti Militari (25 września 1944, odznaczony osobiście przez Komenda Głównego AK gen. Tadeusza Bora-Komorowskiego) nr 12845[29]
- Krzyż Komandorski z Gwiazdą Orderu Odrodzenia Polski (pośmiertnie, 12 maja 1999)[30]
- Krzyż Komandorski Orderu Odrodzenia Polski (1957)
- Krzyż Kawalerski Orderu Odrodzenia Polski
- Order Sztandaru Pracy II klasy (1983)
- Order Krzyża Grunwaldu III klasy (1944)
- Krzyż Walecznych (dwukrotnie)
- Krzyż Partyzancki (1946)
- Warszawski Krzyż Powstańczy[31]
- Srebrny Krzyż Zasługi (1946)
- Srebrny Medal „Zasłużonym na Polu Chwały”
- Medal „Za udział w walkach w obronie władzy ludowej” (1984)
- Medal 40-lecia Polski Ludowej (1984)[32]
- Medal za Warszawę 1939–1945 (1946)
- Medal Zwycięstwa i Wolności 1945
- Złoty Medal „Siły Zbrojne w Służbie Ojczyzny”
- Srebrny Medal „Siły Zbrojne w Służbie Ojczyzny”
- Brązowy Medal „Siły Zbrojne w Służbie Ojczyzny”
- Medal 10-lecia Polski Ludowej (1955)[33]
- Złoty Medal „Za zasługi dla obronności kraju”
- Srebrny Medal „Za zasługi dla obronności kraju”
- Brązowy Medal „Za zasługi dla obronności kraju”
- Odznaka 1000-lecia Państwa Polskiego
- Złota Odznaka „Za zasługi w ochronie porządku publicznego”
- Srebrna Odznaka „Za zasługi w ochronie porządku publicznego”
- Brązowa Odznaka „Za zasługi w ochronie porządku publicznego”
- Odznaka za Rany i Kontuzje (trzykrotnie)
- Odznaka instruktora spadochronowego wojsk powietrznodesantowych
- Odznaka Grunwaldzka
- Złota odznaka honorowa „Za Zasługi dla Warszawy” (1961)[34]
- Złota Odznaka „Za pracę społeczną dla miasta Krakowa” (1965)[35]

- Komandor Orderu Korony (Belgia)
- Order Wojny Ojczyźnianej II klasy (ZSRR)
- Medal „Za zwycięstwo nad Niemcami w Wielkiej Wojnie Ojczyźnianej 1941–1945” (ZSRR)
- Medal jubileuszowy „Czterdziestolecia zwycięstwa w Wielkiej Wojnie Ojczyźnianej 1941–1945” (ZSRR, 1985)

## Upamiętnienie
Od 4 listopada 2003 jest patronem 6. Batalionu Powietrznodesantowego w Gliwicach.
W 2001 Mennica Polska wybiła medal okolicznościowy z jego wizerunkiem. Pistolet maszynowy MP-40, którego w czasie okupacji używał Edwin Rozłubirski, stanowi eksponat Muzeum Wojska Polskiego w Warszawie.